# 悪魔判事
『悪魔判事』（あくまはんじ、朝: 악마판사）は2021年7月3日から8月22日までtvNで放送された大韓民国のテレビドラマである。

## あらすじ
仮想のディストピアの韓国を背景に、全国民が参加するライブ法廷ショーを通して、正義に関するメッセージを投げかけるドラマ。

## 出演

### 主要人物
カン・ヨハン：チソン
ライブ法廷ショーを率いる示範裁判部の裁判長。
チョン・ソナ：キム・ミンジョン
社会的責任財団の常任理事。ヨハンのライバル。
キム・ガオン：ジニョン（GOT7）
陪席判事。
ユン・スヒョン：パク・ギュヨン
ガオンの幼馴染。

### カメオ出演
ト・ヨンチュン：チョン・ウンピョ

## 視聴率
| 2021年 | 2021年  | 2021年    | 2021年  | 2021年        |
| Ep     | 放送日  | AGB視聴率 | 首都圏  | 参考          |
| ------ | ------- | --------- | ------- | ------------- |
| 第1回  | 7月3日  | 5.552％   | 5.986%  | [ 11 ]        |
| 第2回  | 7月4日  | 5.095％   | 5.658％ | [ 12 ]        |
| 第3回  | 7月10日 | 5.534％   | 5.797%  | [ 13 ]        |
| 第4回  | 7月11日 | 6.294%    | 6.551％ | [ 14 ]        |
| 第5回  | 7月17日 | 5.982%    | 6.512％ | [ 15 ]        |
| 第6回  | 7月18日 | 6.015％   | 6.148%  | [ 16 ]        |
| 第7回  | 7月24日 | 5.600％   | 5.622％ | [ 17 ]        |
| 第8回  | 7月25日 | 5.468％   | 5.450％ | [ 18 ]        |
| 第9回  | 7月31日 | 4.739％   | 5.072％ | [ 19 ]        |
| 第10回 | 8月1日  | 5.623％   | 5.737％ | [ 20 ]        |
| 第11回 | 8月7日  | 6.321％   | 6.164%  | [ 21 ]        |
| 第12回 | 8月8日  | 6.431％   | 6.770％ | [ 22 ]        |
| 第13回 | 8月14日 | 6.910％   | 6.786%  | [ 23 ]        |
| 第14回 | 8月15日 | 6.944%    | 6.564%  | [ 24 ]        |
| 第15回 | 8月21日 | 7.492％   | 7.367％ | [ 25 ]        |
| 第16回 | 8月22日 | 7.960％   | 7.694%  | [ 26 ] [ 27 ] |

## 日本での放送

### 放送局
- 2021年11月7日 1話先行放送（Mnet）
- 2021年11月23日より（Mnet）[28]
- 2023年5月18日より（BS朝日）
- 2023年10月14日より（Netflix）
- 2024年5月29日より（テレＱ）